# Lycus arizonensis
Lycus arizonensis är en skalbaggsart som beskrevs av Green 1949. Lycus arizonensis ingår i släktet Lycus och familjen rödvingebaggar. Inga underarter finns listade i Catalogue of Life.